# Johann Gottlieb Langner
Johann Gottlieb Langner (* 15. Januar 1814 in Militsch oder im Dorfe Gugelwitz an der Stadtgrenze; † 20. Dezember 1877 in Warschau) war ein schlesischer Bauernsohn, der Fuhr- und Hotelunternehmer in Polen wurde.

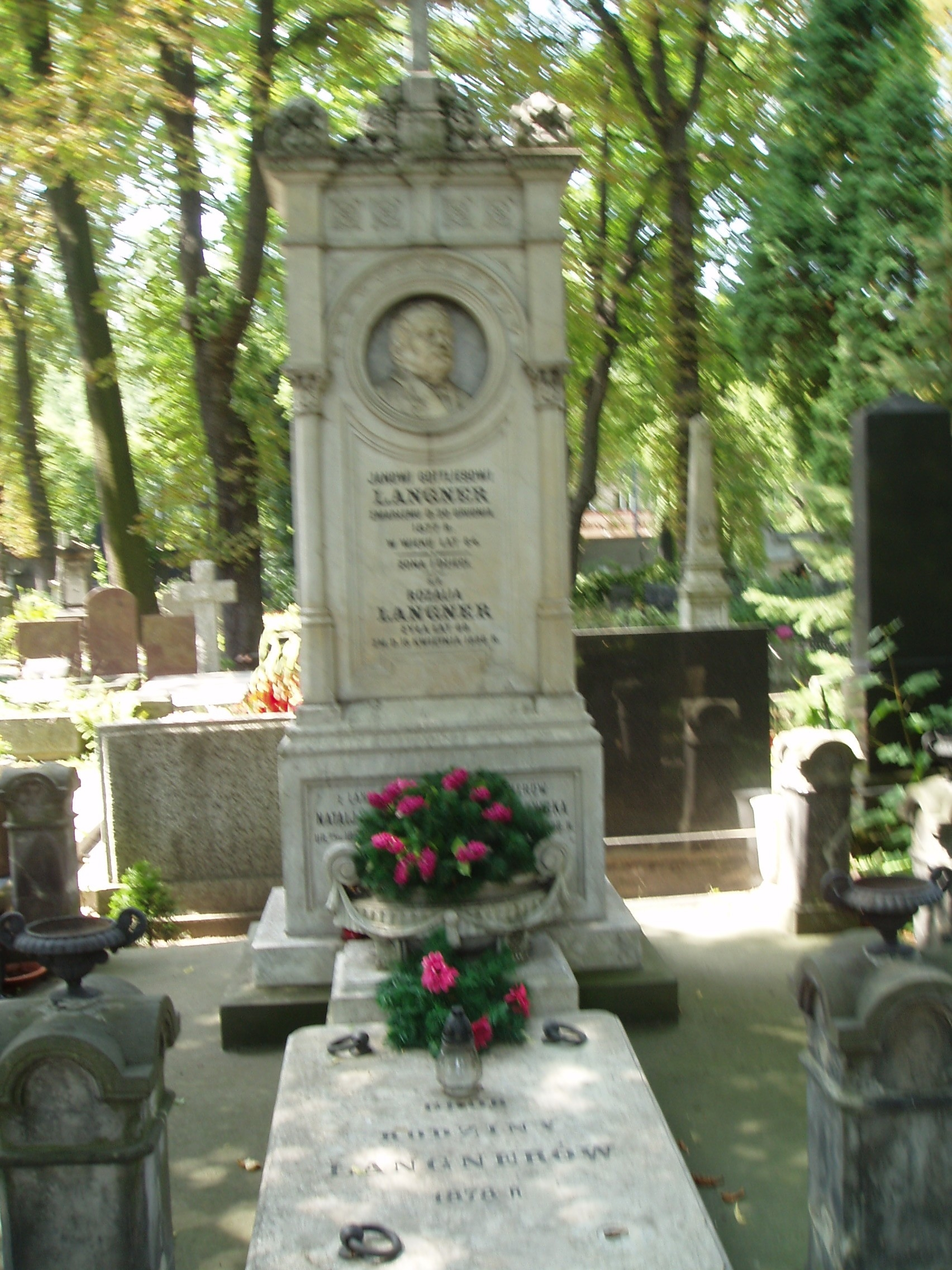
Langners Grab in Warschau

Sein Vater war ein kleinerer Gutsbesitzer (Langner bezeichnet in seinen Memoiren Vaters Besitz als „Adelsgut“ mit einer Mühle und einer Schnapsbrennerei) und wirtschaftete sehr schlecht, nach dem frühen Tode seiner Frau fiel alles auseinander. Johanns älterer Bruder Karl emigrierte schon 1828 nach Warschau, wo er eine Anstellung als Kellner im vornehmen „Dresdener Hotel“ (Eigentum des Unternehmers Karl Friedrich Dückert, früher Palais des Bankiers Peter Tepper) bekam. Johann begab sich 1832 auf eine Fußwanderung in die polnische Hauptstadt, bekam jedoch keine Hilfe vom Bruder und wurde Kammerdiener bei einem russischen General. Nachdem er ein kleines Kapital zusammengerafft hatte, machte er sich selbständig, kaufte ein paar Pferde und Fuhren und lieferte Baumaterialien beim Bau der Warschauer Zitadelle. Gleichzeitig erwarb er eine Kutsche und vier schöne Pferde und kutschierte Passagiere in der Innenstadt. 1838 erweiterte er seine Tätigkeit und transportierte russische Offiziere nach Sankt Petersburg und sogar einen Militär nach Pjatigorsk im Kaukasus (Entfernung: 2000 km). Dieses letzte Unternehmen brachte ihm aber Pech: die Pferde starben, er und sein Auftraggeber wurden krank, schließlich musste er zu Fuß die 1500 km nach Warschau zurück in seinem letzten Anzug, der voll von Ungeziefer war. Hier lieh er neue Gelder, kaufte ein paar Kutschen, kursierte in der Stadt und auch auf längeren Strecken, nach Posen, Kiew und St. Petersburg.
Im Jahre 1845 ließ er sich von zwei russischen Popen anheuern, die nach Wien und von dort nach Neapel fahren wollten. Schon in Wien wurde er von ihnen wie bester Freund behandelt: die drei Herren amüsierten sich, aßen und tranken zusammen und schliefen sogar alle in einem Zimmer. Langner ließ sich überreden, sie bis Neapel zu fahren; unterwegs besuchten die fröhlichen Zecher Rom, wo sie sechs Tage verbrachten. Nach Neapel angekommen, blieben sie dort drei Wochen: Langner bekam die Gelegenheit, die Ruinen von Pompei und einen Ausbruch des Vesuv zu sehen. Im Dienste der Priester wollte er unterdessen nicht bleiben, verkaufte seine Pferde, kaufte Lava-Schmuck mit Goldeinfassung und fuhr nach Warschau zurück. Nach dem gewinnreichen Verkauf der Schmuckgegenstände kaufte er neue Kutschen und Pferde. 1847 fuhr er einen russischen General nach Karlsbad und wurde dort als Transportunternehmer tätig: Er fuhr die Kurgäste nach verschiedenen Bädern, auch nach Prag, Buda und Wien. Nach der Rückkehr nach Warschau hatte er genug Geld, um viele neue Droschken, Kutschen, Schlitten und mehr als zwanzig Pferde zu kaufen. Bald verlor er jedoch den größten Teil seines Vermögens in einem Brand und den Rest durch die Unehrlichkeit einer jungen Witwe, der er das Restvermögen überschrieb, um es vor einer Zwangsauktion wegen Schulden zu retten: Die junge Dame, die er heiraten sollte, verschwand mit seinem ganzen Geld. 1851 begann es wieder aufwärtszugehen: Er heiratete eine Rosalie unbekannten Namens († 1896), mietete die „Fuhrmannsherberge“ in einer Vorstadt von Warschau, die einem schlesischen Landsmann namens Kurella gehörte, errichtete dort ein paar Mietshäuser und eine Mühle und eröffnete Pferdeomnibus-Verkehr nach Lublin, Sochaczew und Suwałki. Schon nach ein paar Jahren war er imstande, die Herberge zu kaufen: Er ließ das Gebäude abreißen und errichtete auf dem Grundstück ein neues, vornehmes „Hotel der Paris“, das bis 1914 überlebte. Das Feinschmeckerrestaurant im Hotel wurde von seinem Bruder Karl geleitet, dem ehemaligen Kellner im „Dresdener Hotel“. Langners Sohn Johann besaß eine große Gewürzhandlung in Warschau, der Enkel Edmund war Inhaber einer berühmten Weinhandlung mit Restaurant, „Edmund Langner“, in der Warschauer Altstadt.
1864, anlässlich seines 50. Geburtstages, gab Langner seine in deutscher Sprache verfassten Erinnerungen im Selbstverlag heraus, die bald auch in polnischer Übersetzung erschienen. Eine Geheimaktion der Familie ließ die ganze Auflage ohne Wissen des Vaters zerstören: Die Herkunft und die schwierige Karriere des schlesischen Bauernsohnes waren den vornehm gewordenen Nachkommen nicht fein genug. Bis heute erhielten sich nur 2 Exemplare der 1. Auflage, ein deutsches und ein polnisches.
Johann Gottlieb Langner wurde auf dem Evangelischen Friedhof in Warschau begraben (Allee 9 Nr. 17) und erhielt ein prächtiges Grabmal mit seiner Büste in weißem Marmor aus Carrara.

## Werke
- Erinnerungen eines Warschauer Kutschers. Warschau 1864 (1 Exemplar existiert). Polnische Übersetzung: Pamiętnik dorożkarza warszawskiego 1832–1867. Warschau 1975.